# Волумнии
Волумниите са патрицииска и плебеиска фамилия от gens Volumnia.
Известни от фамилията:
- Публий Волумний Аминтин Гал‎, консул 461 пр.н.е.
- Луций Волумний Флама Виолент, консул 307 и 296 пр.н.е.
- Луций Волумний, сенатор, приятел на Цицерон
- Марк Волумний, заговорник с Катилина
- Публий Волумний, философ, приятел на Марк Юний Брут

Жени:
- Волумния, римска артиска и танцьорка 1 век пр.н.е.